# Афа (коммуна)
Афа (фр. Afa, корс. Afà) — коммуна во Франции, находится в регионе Корсика. Департамент коммуны — Южная Корсика. Входит в состав кантона Гранова-Прунелли. Округ коммуны — Аяччо.
Код INSEE коммуны — 2A001.

## Население
Население коммуны на 2008 год составляло 2718 человек.
| 1962 | 1968 | 1975 | 1982 | 1990 | 1999 | 2008 |
| ---- | ---- | ---- | ---- | ---- | ---- | ---- |
| 435  | 474  | 667  | 1102 | 1726 | 2055 | 2718 |

## Экономика

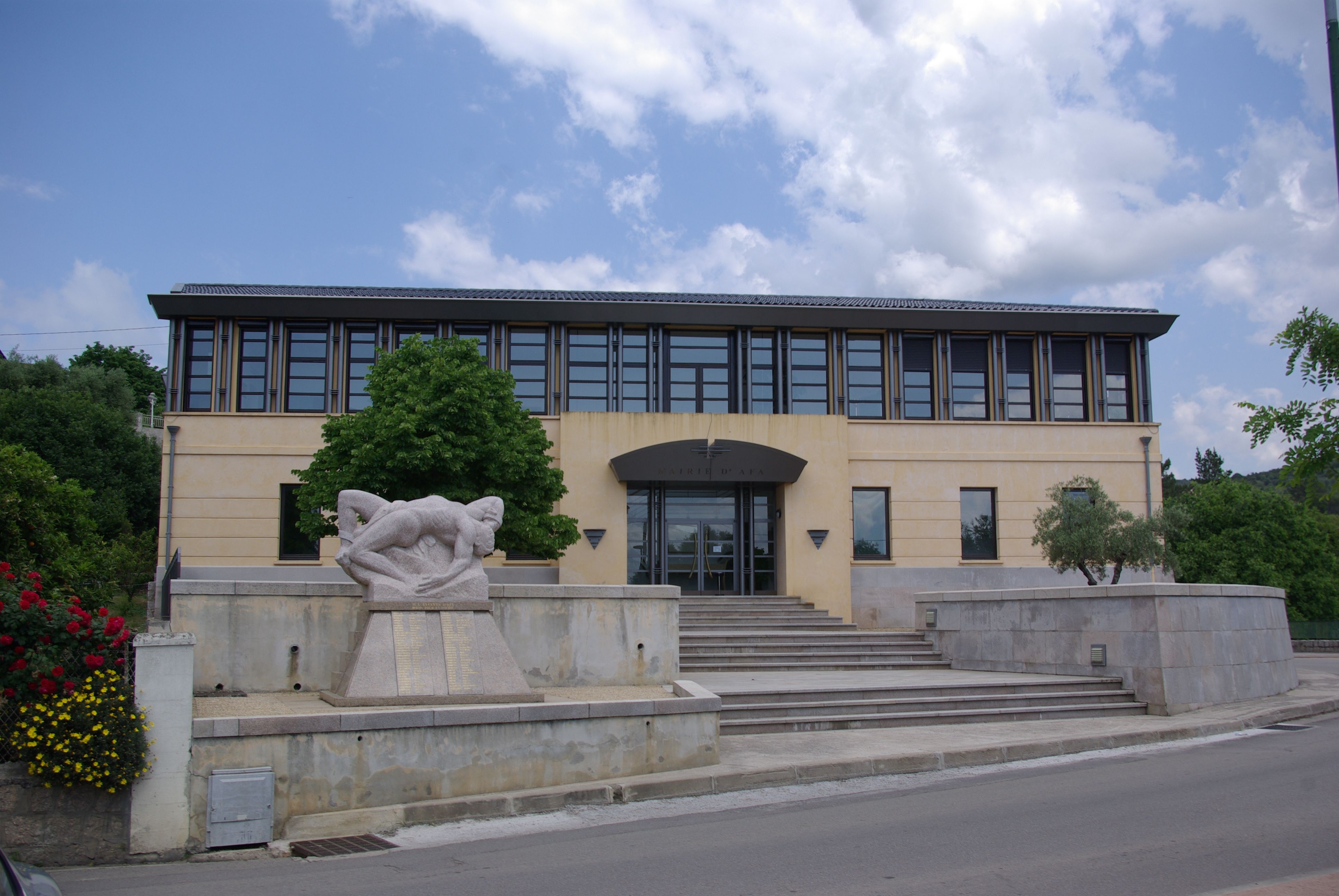
Мэрия

В 2007 году среди 1829 человек в трудоспособном возрасте (15—64 лет) 1262 были экономически активными, 567 — неактивными (показатель активности — 69,0 %, в 1999 году было 65,5 %). Из 1262 активных работали 1152 человека (648 мужчин и 504 женщины), безработных было 110 (35 мужчин и 75 женщин). Среди 567 неактивных 173 человека были учениками или студентами, 166 — пенсионерами, 228 были неактивными по другим причинам.